# James Robl
James M. Robl é um biólogo dos Estados Unidos da América, pioneiro na clonagem animal.
Doutorou-se em 1983, na Universidade do Illinois e, entre 1983 e 1985 fez um pós-doutoramento na Universidade de Wisconsin. Foi, depois, professor da Universidade do Massachusetts durante quinze anos.
Robl é actualmente presidente e coordenador científico da Hematech, uma das muitas empresas de biotecnologia que fundou. As investigações de Robl sempre focaram a clonagem de mamíferos e a modificação genética. A técnica de clonagem de bovinos, e outras espécies, actualmente em uso, foi por ele desenvolvida, e o seu laboratório foi o primeiro a produzir vacas a partir de células somáticas geneticamente modificadas.